# Schizostachyum grande
Schizostachyum grande là một loài thực vật có hoa trong họ Hòa thảo. Loài này được Ridl. miêu tả khoa học đầu tiên năm 1920.